# Recchia connaroides
Recchia connaroides är en tvåhjärtbladig växtart som först beskrevs av Ludwig Eduard Loesener och Soler., och fick sitt nu gällande namn av Standley. Recchia connaroides ingår i släktet Recchia och familjen Surianaceae. Inga underarter finns listade i Catalogue of Life.